# تيري شانون (صحفي)
تيري شانون (بالإنجليزية: Terry Shannon)‏ هو صحفي وعالم حاسوب أمريكي، ولد في 16 أغسطس 1952 في سيراكيوز في الولايات المتحدة، وتوفي في 26 مايو 2005.